# 𐞳
Cette page contient des caractères spéciaux ou non latins. S’ils s’affichent mal (▯, ?, etc.), consultez la page d’aide Unicode.
𐞳, appelée coup de glotte barré en exposant, coup de glotte barré supérieur ou lettre modificative coup de glotte barré, est un symbole phonétique de certaines variantes de l’alphabet phonétique international. Il est formé de la lettre coup de glotte barré ‹ ʡ › mise en exposant.

## Utilisation
Dans certaines transcriptions de l’alphabet phonétique international (API), ‹ 𐞳 › peut être utilisé pour indiquer l’articulation occlusive épiglottale, par exemple [ʕ𐞳] pour transcrire une consonne occlusive glottale épiglottalisée, parfois transcrite [ʕ͡ʡ].

## Représentations informatiques
La lettre modificative coup de glotte barré peut être représenté avec les caractères Unicode suivants (Latin étendu – F) :
| formes       | représentations | chaînes de caractères | points de code | descriptions                                       | note                            |
| ------------ | --------------- | --------------------- | -------------- | -------------------------------------------------- | ------------------------------- |
| modificative | 𐞳               | 𐞳                     | U+107B3        | lettre modificative minuscule coup de glotte barré | codé pour le symbole phonétique |